# Oraculum angelicum S. Cyrilli
Das Oraculum angelicum S. Cyrilli ist eine Weissagung, die der Heilige Kyrill von Konstantinopel von einem Engel erhalten haben soll.  Sie prophezeite die politischen Schicksale Italiens von 1254 bis zu Papst Bonifaz VIII., eine Kirchenreform, die vom Kaiser initiiert würde und ein ungeheures Strafgericht, das wegen der Sittenverderbnis der Geistlichen kommen werde. Höchstwahrscheinlich ist sie aber in den Kreisen um Joachim von Fiore entstanden.